# Герб Хомутця (Миргородський район)
Герб Хомутця — офіційний символ села Хомутець Миргородського району Полтавської області. Затверджений 22 березня 2017р. рішенням XII сесії сільської ради VII скликання. Автор - Р.О.Ксьонз.

## Опис
В лазуровому полі золотий розширений хрест, який супроводжується унизу трьома срібними восьмипроменевими гранованими зірками (дві і одна). Щит вписаний в золотий декоративний картуш і увінчаний золотою сільською короною. На лазуровій девізній стрічці, підбитій золотом, золотий напис "ХОМУТЕЦЬ".

## Історія герба

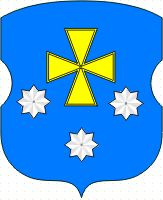
Історичний герб 1766 року

Герб відроджує історичну символіку печатки 2-ї Миргородської сотні.